# Біле Блота (Бидґозький повіт)
Біле Блота (пол. Białe Błota, нім. Weißfelde) — село в Польщі, у гміні Біле Блота Бидґозького повіту Куявсько-Поморського воєводства.
Населення — 6323 особи (2011).

## Демографія
Демографічна структура станом на 31 березня 2011 року:
|          | Загалом | Допрацездатний вік | Працездатний вік | Постпрацездатний вік |
| -------- | ------- | ------------------ | ---------------- | -------------------- |
| Чоловіки | 3127    | 707                | 2151             | 269                  |
| Жінки    | 3196    | 641                | 2022             | 533                  |
| Разом    | 6323    | 1348               | 4173             | 802                  |